# Väse socken
Väse socken i Värmland ingick i Väse härad, ingår sedan 1971 i Karlstads kommun och motsvarar från 2016 Väse distrikt.
Socknens areal är 258,73 kvadratkilometer varav 254,26 land. År 2000 fanns här 2 027 invånare. Tätorten Väse samt sockenkyrkan Väse kyrka ligger i socknen.   

## Administrativ historik
Socknen har medeltida ursprung. 1595 utbröts en del till den då nybildade Nyeds socken.
Vid kommunreformen 1862 övergick socknens ansvar för de kyrkliga frågorna till Väse församling och för de borgerliga frågorna bildades Väse landskommun. Landskommunen utökades 1952 och upplöstes 1971 då denna del överfördes till Karlstads kommun. Församlingen uppgick 2006 i Väse-Fågelviks församling.
1 januari 2016 inrättades distriktet Väse, med samma omfattning som församlingen hade 1999/2000.  
Socknen har tillhört län, fögderier, tingslag och domsagor enligt vad som beskrivs i artikeln Väse härad. De indelta soldaterna tillhörde Närkes regemente, Alsters kompani.

## Geografi
Väse socken ligger öster om Karlstad kring åarna Ölman och Glommen i norr med Vänern i söder och omfattar även öar, som Arnön, i en skärgård. Socknen är en slättbygd i söder och kuperad skogsbygd i norr med höjder som i Klinten i norr når 227 meter över havet.
Väseslätten är Värmlands största odlingsområde.[källa behövs]

## Fornlämningar
Från bronsåldern finns spridda gravrösen och stensättningar. Från järnåldern finns sex gravfält. En runsten har påträffats.

## Namnet
Namnet skrevs 1390 Vääsherad och är ett ursprungligt bygdenamn med efterleden härad, 'bygd'. Förleden är ett ånamn Väs(a) med oklar tolkning.

## Befolkningsutveckling
| Befolkningsutvecklingen i Väse socken 1810–1990                                                          | Befolkningsutvecklingen i Väse socken 1810–1990 | Befolkningsutvecklingen i Väse socken 1810–1990 | Befolkningsutvecklingen i Väse socken 1810–1990 | Befolkningsutvecklingen i Väse socken 1810–1990 |
| --- | ----------------------------------------------- | ----------------------------------------------- | ----------------------------------------------- | ----------------------------------------------- |
| |                                                 |                                                 |                                                 |                                                 |
| År |                                                 |                                                 | Folkmängd                                       |                                                 |
| 1810 | 1810                                            |                                                 | 3 342                                           |                                                 |
| 1820 | 1820                                            |                                                 | 3 603                                           |                                                 |
| 1830 | 1830                                            |                                                 | 3 963                                           |                                                 |
| 1840 | 1840                                            |                                                 | 4 408                                           |                                                 |
| 1850 | 1850                                            |                                                 | 4 867                                           |                                                 |
| 1860 | 1860                                            |                                                 | 4 904                                           |                                                 |
| 1870 | 1870                                            |                                                 | 4 958                                           |                                                 |
| 1880 | 1880                                            |                                                 | 4 908                                           |                                                 |
| 1890 | 1890                                            |                                                 | 4 405                                           |                                                 |
| 1900 | 1900                                            |                                                 | 4 173                                           |                                                 |
| 1910 | 1910                                            |                                                 | 3 891                                           |                                                 |
| 1920 | 1920                                            |                                                 | 3 864                                           |                                                 |
| 1930 | 1930                                            |                                                 | 3 593                                           |                                                 |
| 1940 | 1940                                            |                                                 | 3 225                                           |                                                 |
| 1950 | 1950                                            |                                                 | 2 903                                           |                                                 |
| 1960 | 1960                                            |                                                 | 2 531                                           |                                                 |
| 1970 | 1970                                            |                                                 | 2 168                                           |                                                 |
| 1980 | 1980                                            |                                                 | 1 897                                           |                                                 |
| 1990 | 1990                                            |                                                 | 2 002                                           |                                                 |
| Anm: Källor: Umeå universitet - Tabellverket 1749-1859, Demografiska databasen, CEDAR, Umeå universitet. |                                                 |                                                 |                                                 |                                                 |